# Terpinen-4-ol
Terpinen-4-ol es un terpeno con un peso molecular de 154.249.
Está considerado como el principal ingrediente activo de aceite de árbol del té. También es el compuesto de mayor concentración en el aceite esencial de la nuez moscada.
El terpinen-4-ol tiene la fórmula química de C10H18O. A pesar de la investigación clínica preliminar y de referencia sustancial sobre el terpinen-4-ol y el aceite del árbol del té, sus propiedades biológicas y su potencial Su uso clínico aún no se ha determinado en 2019. Podría ser un factor de dermatitis de contacto del aceite de árbol de té cuando se usa tópicamente.

## Imagen adicional

Synthesis